# Out of Sight (romanzo)
Out of Sight è un romanzo noir dello scrittore statunitense Elmore Leonard del 1996, edito in Italia nel 1999 con il titolo Fuori dal gioco, successivamente ripubblicato nel 2010 con lo stesso titolo originale inglese.
Come abitudine dello scrittore l'opera vede come comprimari alcuni personaggi già apparsi o che appariranno in altri suoi libri e il protagonista, Jack Foley, sarà il personaggio principale del successivo romanzo del 2009, Road Dogs.
Dal romanzo è stato tratto l'omonimo film del 1998 per la regia di Steven Soderbergh, con l'attore George Clooney nella parte del protagonista, il rapinatore seriale Jack Foley.

## Trama
(Elmore Leonard, Out of Sight)
Jack Foley è recluso in un penitenziario nelle Everglades condannato a trent'anni di reclusione per aver effettuato circa duecento rapine di banca. Viene a sapere di un progetto di evasione attraverso una galleria scavata da altri sei prigionieri ma, sospettando che il piano sia destinato a fallire, decide di mascherarsi da agente di custodia e di accodarsi ai fuggitivi a loro insaputa. Il piano ovviamente fallisce e quattro dei sei evasi vengono subito uccisi dalla polizia mentre Jack riesce a arrivare incolume e indisturbato al parcheggio esterno dove ad attenderlo con una macchina rubata c'è un suo amico, Buddy, ex compagno di prigione. La fuga viene rallentata dalla bella Karen Sisco che dal parcheggio viene rapita da Jack e costretta a entrare con lui nel cofano dell'auto. Nonostante la situazione concitata, i due si scoprono attratti l'uno dall'altra e discutendo, per allentare la tensione, si accorgono di avere molti interessi in comune, tra cui la passione per i film. Jack e Buddy raggiungono il luogo di un appuntamento con un altro complice, Glenn, avendo in programma di cambiare auto. Glenn impaurito della presenza non preventivata della poliziotta scappa, portando via la Karen che riuscirà di lì a poco a fuggire.
Karen riesce a ricostruire l'identità dei complici di Jack attraverso gli indizi acquisiti durante la conversazione avuta con l'uomo durante il rapimento. Contattata dall'FBI e riesce a convincere i federali a lasciarla collaborare nella ricerca.
Jack e Buddy fuggono prima a Miami, dove Foley prova a contattare l'ex moglie, Adele, per consegnarle del denaro rapinato nel frattempo, come parziale risarcimento per il fastidio arrecato. Nei pressi dell'appartamento di Adele, però, Jack si imbatte in Karen, già sulle tracce dei fuggitivi, che finge di non riconoscerlo, innamoratasi del rapinatore e turbata dall'inaspettato incontro, dando modo all'uomo di allontanarsi. Karen a casa di Adele si imbatte nell'evaso Chino che, sbarazzatosi dell'oramai scomodo amante da lui stesso tradito e ucciso dalla polizia, vuole vendicarsi di Jack assassinandone l'ex moglie. Chino, infatti, è convinto che il piano di evasione sia stato rovinato da una spiata di Foley fatta alla polizia. Karen non ha difficoltà a rendere inoffensivo Chino e a farlo arrestare. Nel frattempo Jack e Buddy si sono trasferiti a Detroit dove rintracciano Glenn che aveva in programma di farsi aiutare dai due per estorcere una grossa somma di denaro a un truffatore, Ripley, già conosciuto in prigione anni addietro. Il piano, però, non era un'idea originale di Glenn, ma ingegnato da un altro criminale, l'ex pugile Maurice che, in attesa di effettuare il colpo, aveva costretto Glenn a partecipare a una truculenta e violenta rapina in una villa, culminata nell'immotivato e violentissimo eccidio dei tre inquilini. Mentre la banda programma il nuovo colpo, Foley rintraccia Karen in un bar dell'albergo in cui la donna risiede. Stipulando un tacito e momentaneo patto fingono di essere diversi da quello che in effetti sono e trascorrono la notte insieme. Al termine dell'incontro i due, seppure innamorati, si rendono conto di non poter continuare il rapporto e si lasciano sapendo già che al prossimo incontro dovranno riprendere i propri ruoli, lui di bandito, lei di poliziotta.
Glenn, dopo l'eccidio, non vuole più avere a che fare con Maurice e soci e scappa; lo stesso non riescono a fare Jack e Buddy che, con molti dubbi, partecipano al colpo. Come previsto, la banda, composta da Maurice e da altri due folli e imbranati criminali (White Boy Bob e il tossico Kenneth), non avendo nessun piano, agisce avventatamente e d'impulso. Nella villa non trovano Ripley, ma la cameriera Midge e il custode Alexander. Dopo aver invano cercato il denaro i tre spostati, seguiti da Jack e Buddy che tentano di evitare il peggio, si accaniscono sul ragazzo e stuprano la donna; a questo punto Jack e Buddy, pur potendo scappare, decidono di rimanere e di intervenire a difesa dei due ostaggi prima che la banda perpetri l'ennesimo eccidio. Buddy muore nello scontro mentre Jack uccide prima Maurice e poi Kenneth salvando così la vita a Midge e ad Alexander. Karen nel frattempo non si è lasciata distrarre dai sentimenti e ha raccolto informazioni circa la prossima rapina ai danni di Ripley. La poliziotta si reca di corsa nella villa giusto in tempo per arrestare Foley che, avendola riconosciuta e incapace di difendersi contro di lei, cerca di convincerla, inutilmente, ad ucciderlo. Karen ferisce Jack a una gamba e lo consegna alla polizia arrivata sollecitamente sul luogo.

## Personaggi
Jack FoleyIl suo vero nome è John Michael Foley. Rapinatore di banche seriale, condannato a una lunga detenzione, ma con un proprio codice morale. Scappa di prigione aiutato dall'amico e ex complice e compagno di prigione Buddy. Durante la fuga rapisce lo sceriffo Karen Sisco rinchiudendosi con lei nel bagagliaio dell'auto. I due si innamorano pur sapendo che la loro storia non potrà avere seguito. Il suo personaggio sarà protagonista del successivo romanzo di Leonard, Road Dogs.
Karen SiscoVentinovenne, vice sceriffo del Marshall Service della sezione ovest di Palm Beach, affascinante e molto brava nel suo lavoro. Si innamora di Jack dopo essere stata rapita dall'uomo durante la fuga dal carcere. Ritroverà ben presto gli evasi, grazie alla sua esperienza e arresterà anche Jack, nonostante il reciproco sentimento. Il suo personaggio, come quello di Jack Foley, sarà presente nel romanzo Road Dogs.
José "Chino" ChirinoProfugo cubano, evaso con l'amante Lulu. Viene arrestato da Karen dopo aver tentato di uccidere per vendetta l'ex moglie di Jack e aver tradito per denaro lo stesso compagno.
"Lulu" LinaresEvaso con Chino, è il suo amante. Recluso per omicidio forse a causa di motivi passionali, muore ucciso dalla polizia dopo essere stato tradito da Chino, intenzionato a derubare il denaro della taglia all'uomo cui aveva rivelato il nascondiglio dell'amico.
Daniel BurdonAgente speciale dell'FBI, accetta la proposta di Karen lasciandola collaborare con i federali nella ricerca degli evasi.
Ray NicolettePoliziotto assegnato alla task force per i crimini violenti della Florida. Il suo personaggio appare anche nel romanzo Punch al rum.
Orren Edward "Buddy" BraggEx compagno di prigione di Jack Foley, suo fedele amico. Con lui condivide una spiccata propensione al crimine, non disgiunta da però valori morali quali la fedeltà, l'amicizia e l'incapacità di sopportare comportamenti violenti contro i deboli.
Glenn MichaelsLadro di auto, ex compagno di prigione di Jack e di Buddy. Li aiuta nell'evasione ma poi, impaurito dal rapimento di Karen, fugge. Rintracciato dai due a Detroit, fuggirà nuovamente terrorizzato dal folle comportamento di alcuni suoi complici.
Adele DelisiQuarantaduenne ex moglie di Jack, ha ancora rapporti con lui e lo ha aiutato mettendolo in contatto con gli amici che ne avrebbero permesso la fuga. Ritornerà come personaggio nel romanzo Road Dogs.
Maurice "Snoopy" MillerEx pugile, criminale e rapinatore senza scrupoli e inutilmente violento. Stupido e avventato, viene ucciso da Jack durante lo sconclusionato tentativo di rapina finale.
White Boy BobCriminale ex pugile dal carattere violento e imprevedibile. Un gregario dall'intelligenza limitata. Viene arrestato da Karen durante il tentativo di rapina a casa di Ripley.
KennethTossico, sempre sotto influsso di amfetamina, complice di Snoopy. Muore ucciso da Jack mentre sta stuprando la cameriera durante la rapina a casa di Ripley.
Richard RipleyTruffatore condannato per insider trading, plurimilionario e da poco in libertà dopo aver scontato la pena. Conosciuto in carcere da Glenn e Maurice, i due decidono di rintracciarlo per derubarlo del bottino che si illudono custodisca in casa.
AlexanderDiciottenne, il sorvegliante della villa di Ripley.
MidgeLa cameriera della villa di Ripley, stuprata da Kenneth e salvata da Jack e Buddy.

## Edizioni
- (EN) Elmore Leonard, Out of Sight, 1ª ed., Delacorte Press, 1996,  p. 296, ISBN 0-385-33291-2.
- Elmore Leonard, Fuori dal gioco, I Nani, Dalai, 1999,  p. 244, ISBN 978-88-8089-677-7.
- Elmore Leonard, Out of Sight, traduzione di Luca Conti, Stile libero Noir, Einaudi, 2010,  p. 303, ISBN 978-88-06-17581-8.